# Castello di Telč
Il castello di Telč (in ceco Zámek Telč) si trova nel quartiere Vnitřní Město dell'omonimo comune del Distretto di Jihlava nella Regione di Vysočina, Repubblica Ceca. Il castello rinascimentale, che è stato dichiarato monumento culturale nazionale, è stato edificato in più periodi storici e soprattutto durante il regno di Zaccaria di Hradec. L'area del complesso di edifici e parchi si integra col centro storico cittadino.

## Storia

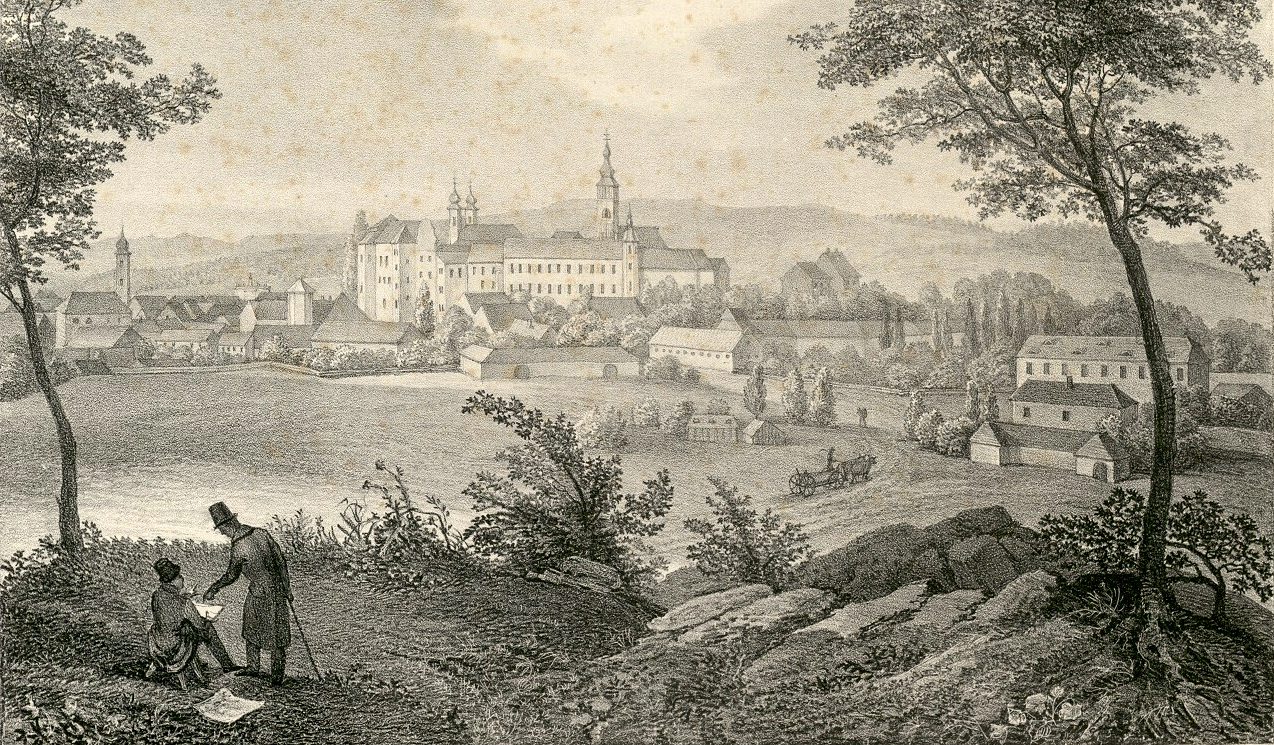
Il castello di Telč in una stampa della prima metà del XIX secolo

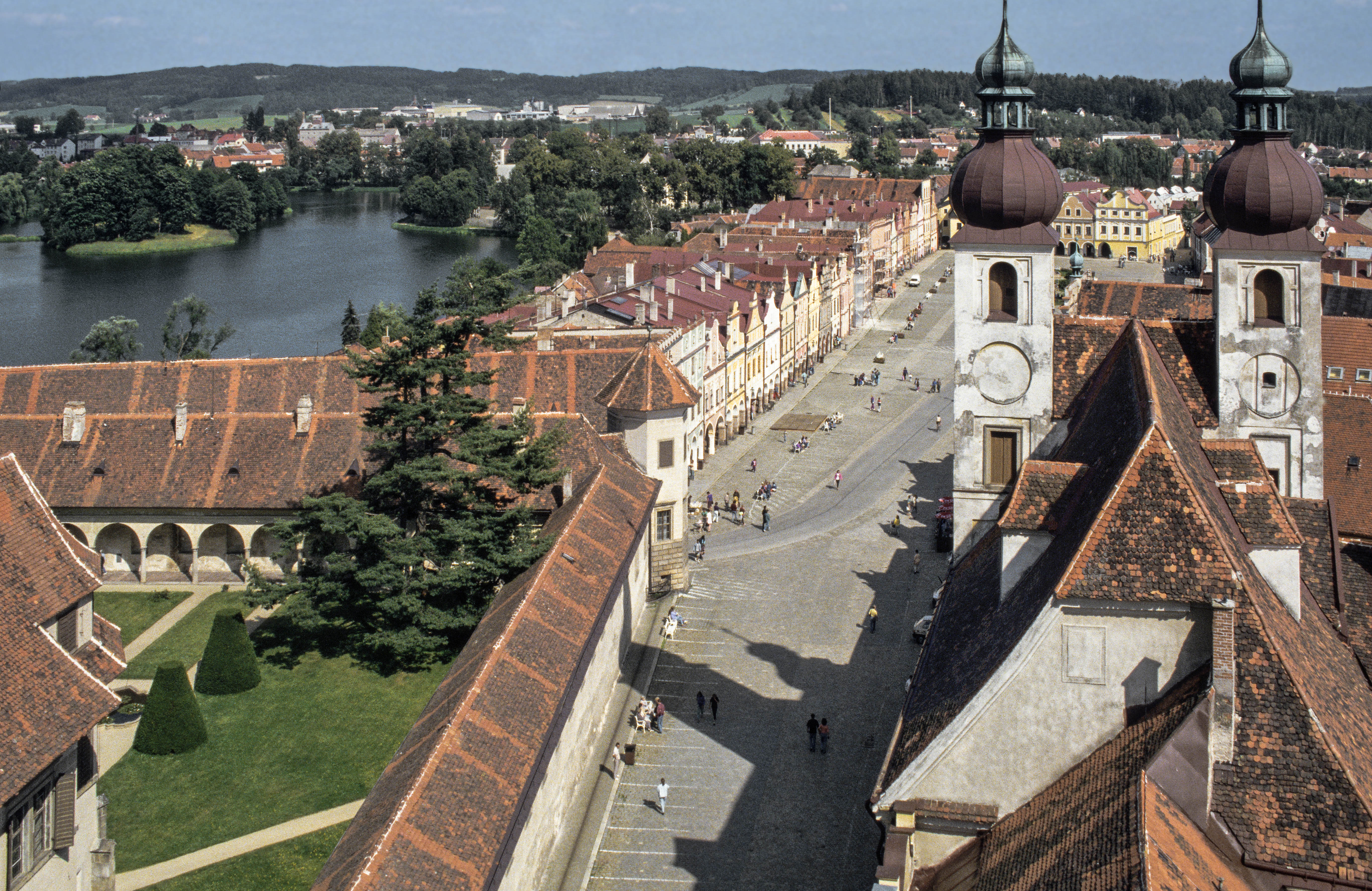
Il castello di Telč nell'abitato cittadino

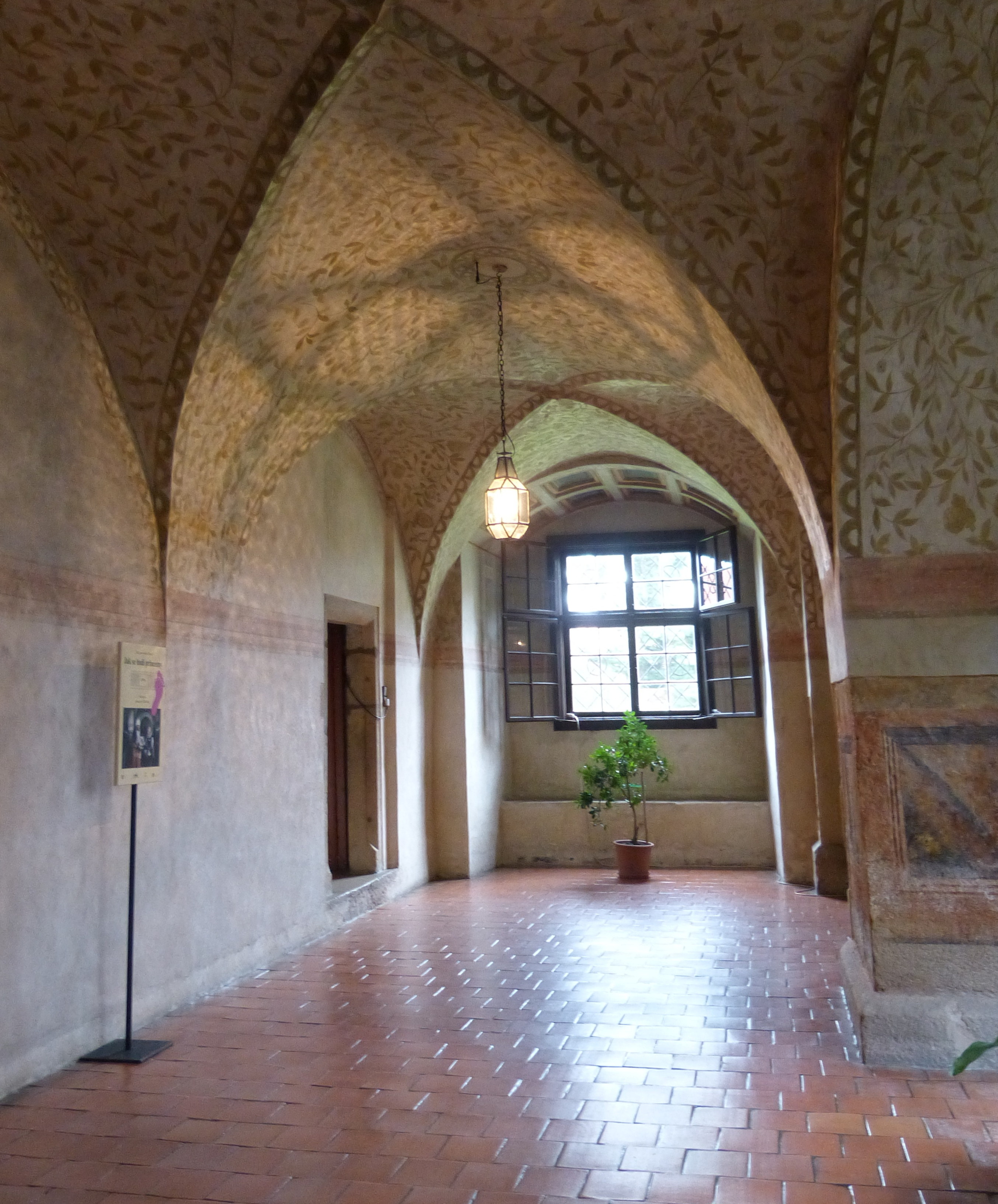
Sala d'ingresso

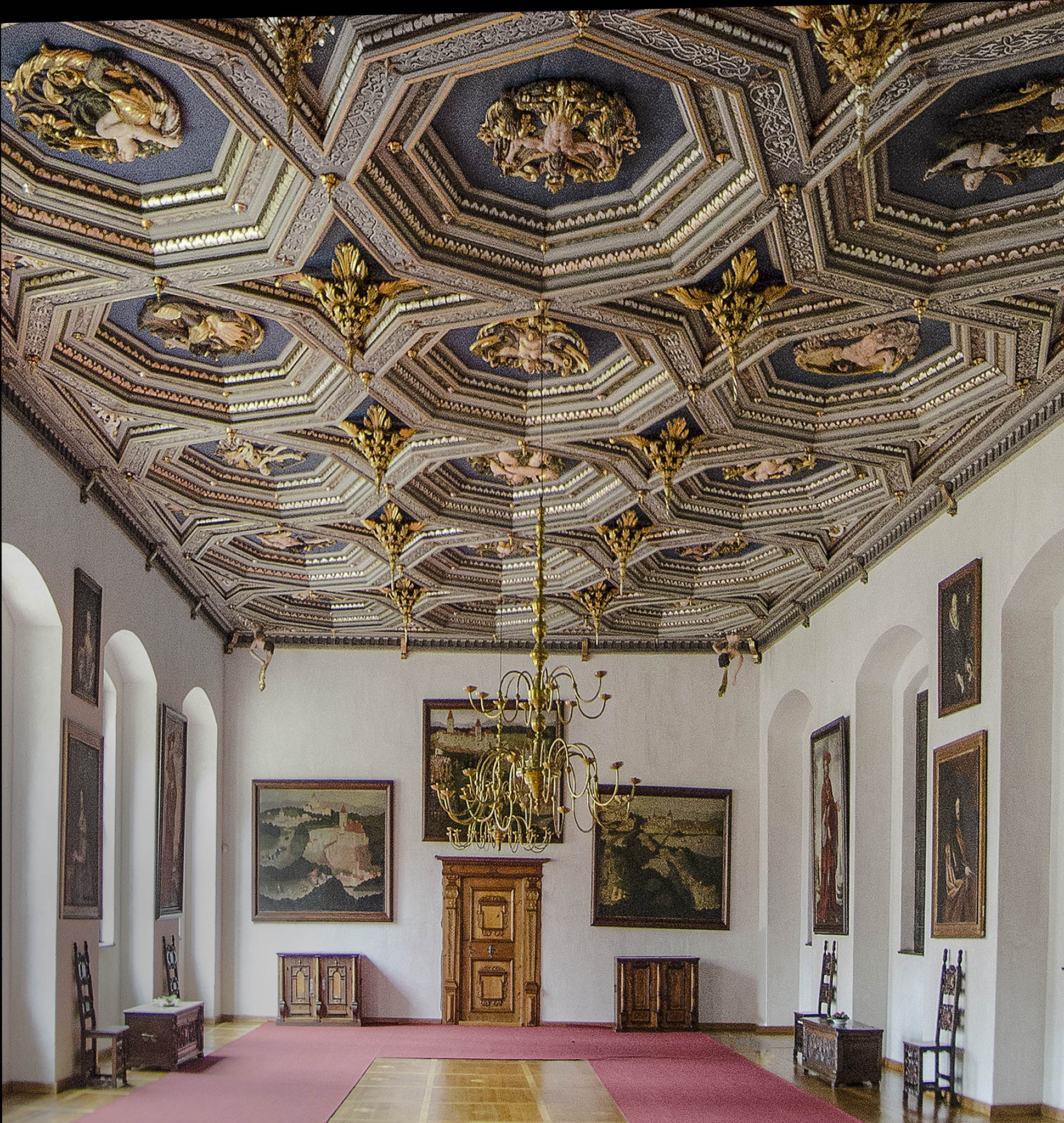
Interni, sala dei Banchetti

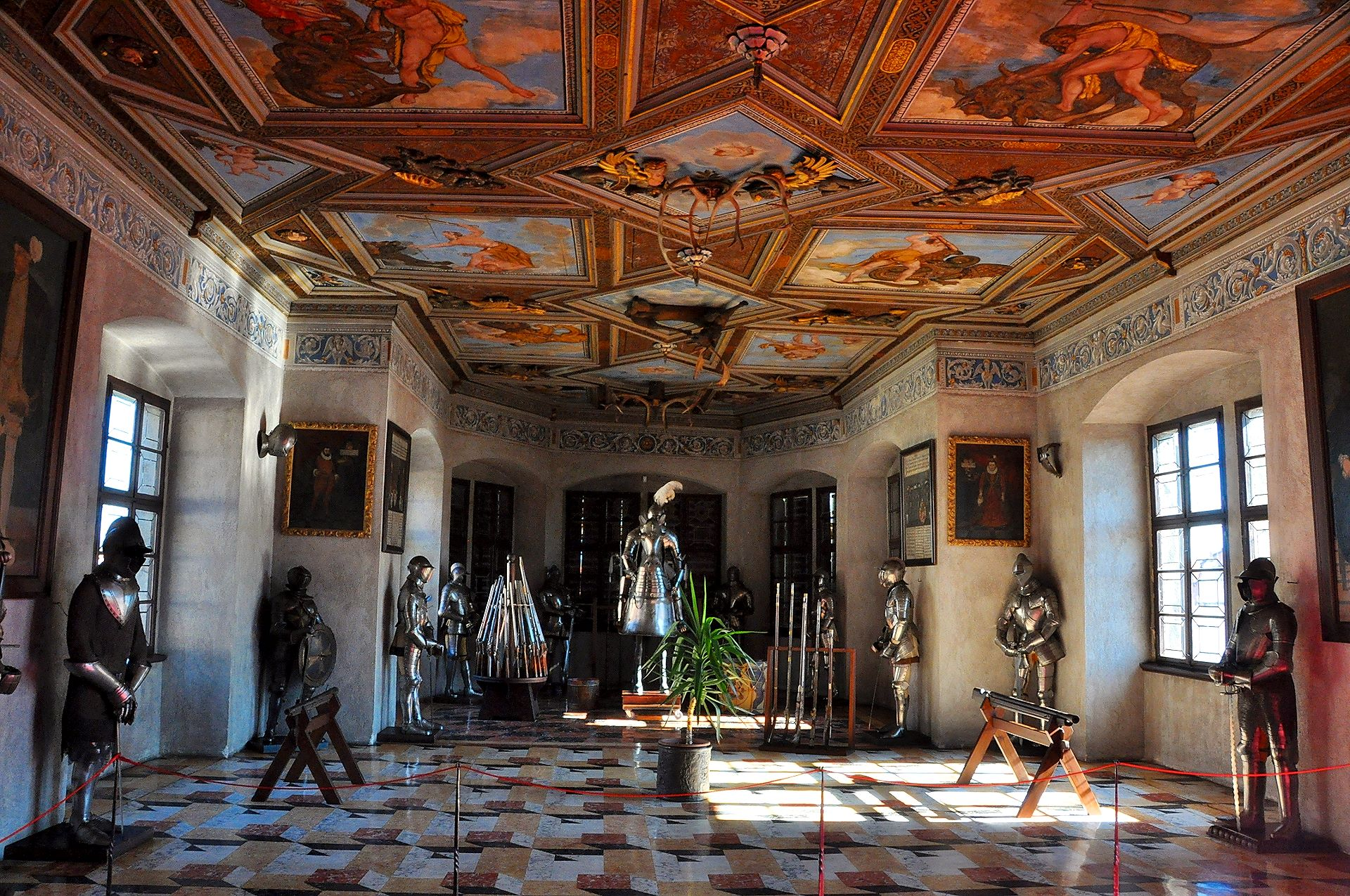
Interni, una delle sale rinascimentali

I primi proprietari furono i signori di Hradec che fecero costruire il grande palazzo sul sito di una precedente fortezza del XIII secolo e durante il governo di Zaccaria di Hradec (Zacharias von Neuhaus) il castello gotico fu trasformato in una lussuosa residenza rinascimentale su progetto del ticinese Baldassare Maggi. All'inizio del XVII secolo il castello di Telč passò alla famiglia Slavat attraverso il matrimonio di Lucie Otília di Hradec con Vilém Slavata di Chlum e Košumberek. In questo periodo arrivarono in città i gesuiti e fecero costruire la Chiesa del Nome di Gesù nelle immediate vicinanze del castello. I proprietari che si susseguirono, come i Lichtenstein di Kastelkorn ed i Podstat di Lichtenstein, apportarono solo piccole modifiche all'edificio dedicando maggiore attenzione al parco dove in seguito costruirono l'imponente serra con agrumeto. Dopo la fine della seconda guerra mondiale, nel 1945, il castello fu confiscato dal governo e un anno dopo fu dichiarato bene culturale dello Stato.
Il complesso del castello che ci è pervenuto è il risultato di vari interventi realizzati sulla struttura originariamente gotica circondata da un fossato difensivo e le sue mura seguivano le fortificazioni della città. Dopo le guerre hussite nella seconda metà del XV secolo il castello fu ampliato le sue difese notevolmente aumentate. Intorno alla metà del XVI secolo iniziò la prima fase di ricostruzione rinascimentale. La seconda fase costruttiva fu quella che riguardò il già citato architetto Baldassare Maggi di Arogno che superò definitivamente l'impostazione medievale del castello originario. Durante questa ricostruzione fu edificata anche la cappella funeraria nobiliare e fu aggiunto un giardino racchiuso da portici e nell'area del castello entrò anche il parco naturale paesaggistico sulla riva dello stagno Ulický. L'aspetto del parco che ci è pervenuto risale principalmente al XIX secolo.

## Descrizione

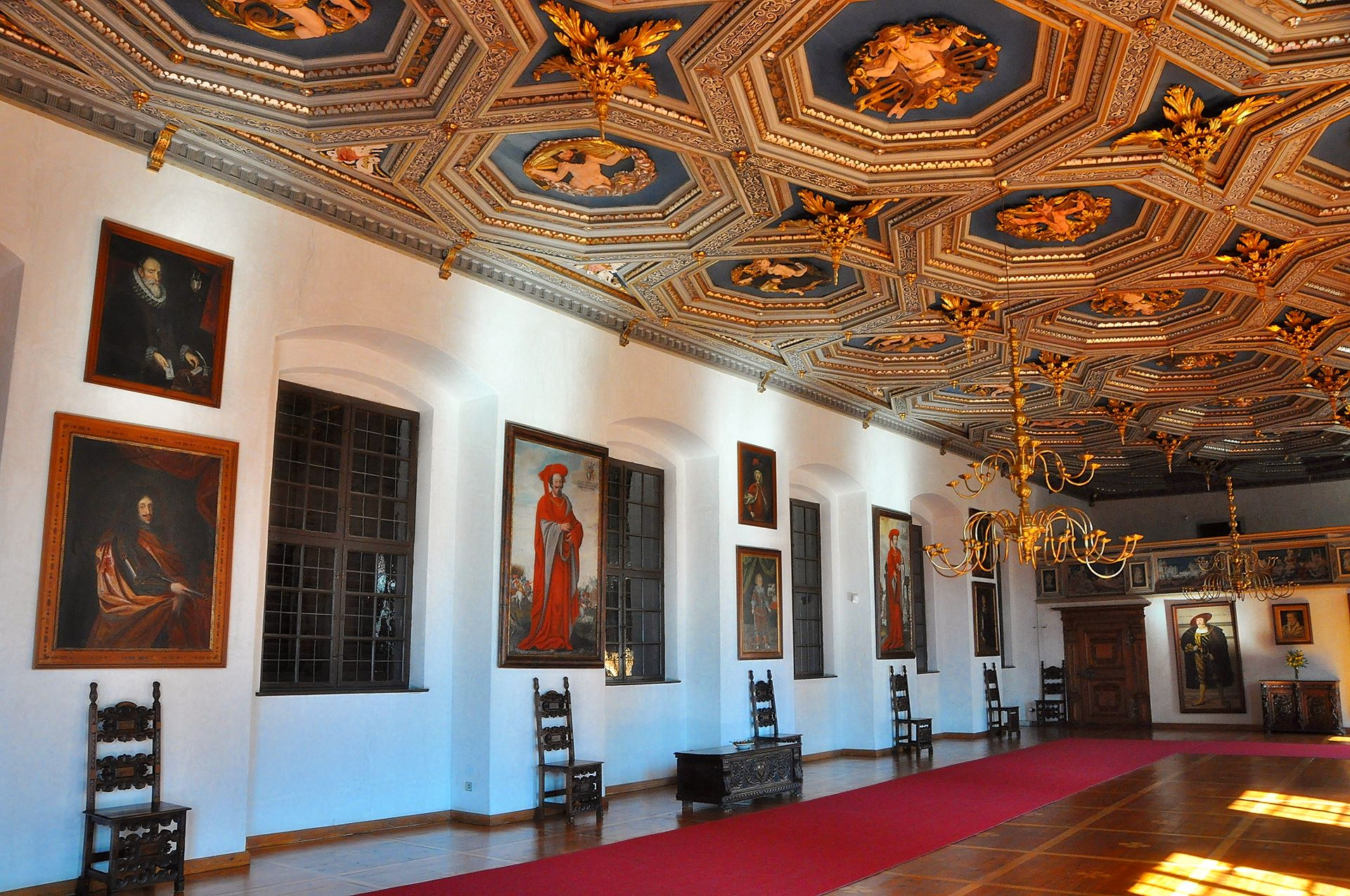
Interni, la sala d'Oro

Il complesso del castello si trova nel quartiere Vnitřní Město di Telč, comune nella Regione di Vysočina, Repubblica Ceca. La grande struttura è circondata da un parco paesaggistico naturale e comprende un insieme complesso di edifici e ali con tre cortili chiusi e un giardino alla francese delimitato da portici. Il parco del castello è strettamente adiacente alla chiesa cittadina del Nome di Gesù. La parte più antica del castello originariamente gotico si trova nella parte nord orientale del parco attorno al cosiddetto cortile piccolo, chiamato anche cortile superiore. La facciata dell'antico palazzo del fronte meridionale verso il giardino è decorata con un rilievo rinascimentale raffigurante Poseidone. Il palazzo ha torri prismatiche complete di scale e tra le torri c'è una terrazza sostenuta da un alto muro. Il cortile superiore è chiuso a sud dalla cosiddetta armeria e a nord da un corridoio di collegamento porticato. La parte occidentale del cortile superiore è chiusa da un porticato curvo, che allo stesso tempo definisce la parte orientale del cortile principale poligonale, detto anche cortile porticato. Il palazzo residenziale, parte più importante del complesso, si eleva per tre piani ed ha pianta ad L che racchiude da sud il cortile principale e definisce l'area del cortile d'onore racchiuso da un muro con recinto a pilastri e cancello d'ingresso.  Il palazzo settentrionale è notevolmente allungato con il tratto della cucina delimita da nord l'area dei cortili principale e inferiore, separati tra loro dal cosiddetto porticato occidentale che collega i palazzi settentrionale e meridionale. Il cortile inferiore è delimitato a sud dall'ex rimessa per le carrozze e ad ovest dall'ex birreria, che si collega con un angolo ottuso al palazzo nord. Sulla facciata occidentale dell'ex birreria si alza una torre prismatica. La facciata del castello verso il parco è completata da terrazze sostenute da un massiccio muro di cinta. Il complesso degli edifici del castello è completato da un vasto parco situato su un terreno in leggera pendenza sulla riva dello stagno Ulický. Il parco paesaggistico naturale, botanicamente vario, circondato da un muro di recinzione, è intrecciato con una rete di ruscelli e sentieri. Nel castello gli interni rappresentano un esempio del gusto dell'arte italiana nel territorio boemo. Di particolare interesse sono:
- Sale rinascimentali
- Sala dei Banchetti, al piano nobile, usata nel XIX secolo anche come teatro
- Sala dei Cavalieri, usata durante il periodo feudale per le udienze
- Sala d'Oro, con ricco soffitto a cassettoni di grande pregio artistico
- Sala Azzurra. Vi si conserva il dipinto Defenestrazione di Praga del 1618 che mostra l'episodio del quale rimase vittima l'allora proprietario del castello Vilém Slavata
- Appartamento dei Podstatzki-Lichtenstein, ultimi proprietari nobili del castello

### Cappella di Tutti i Santi

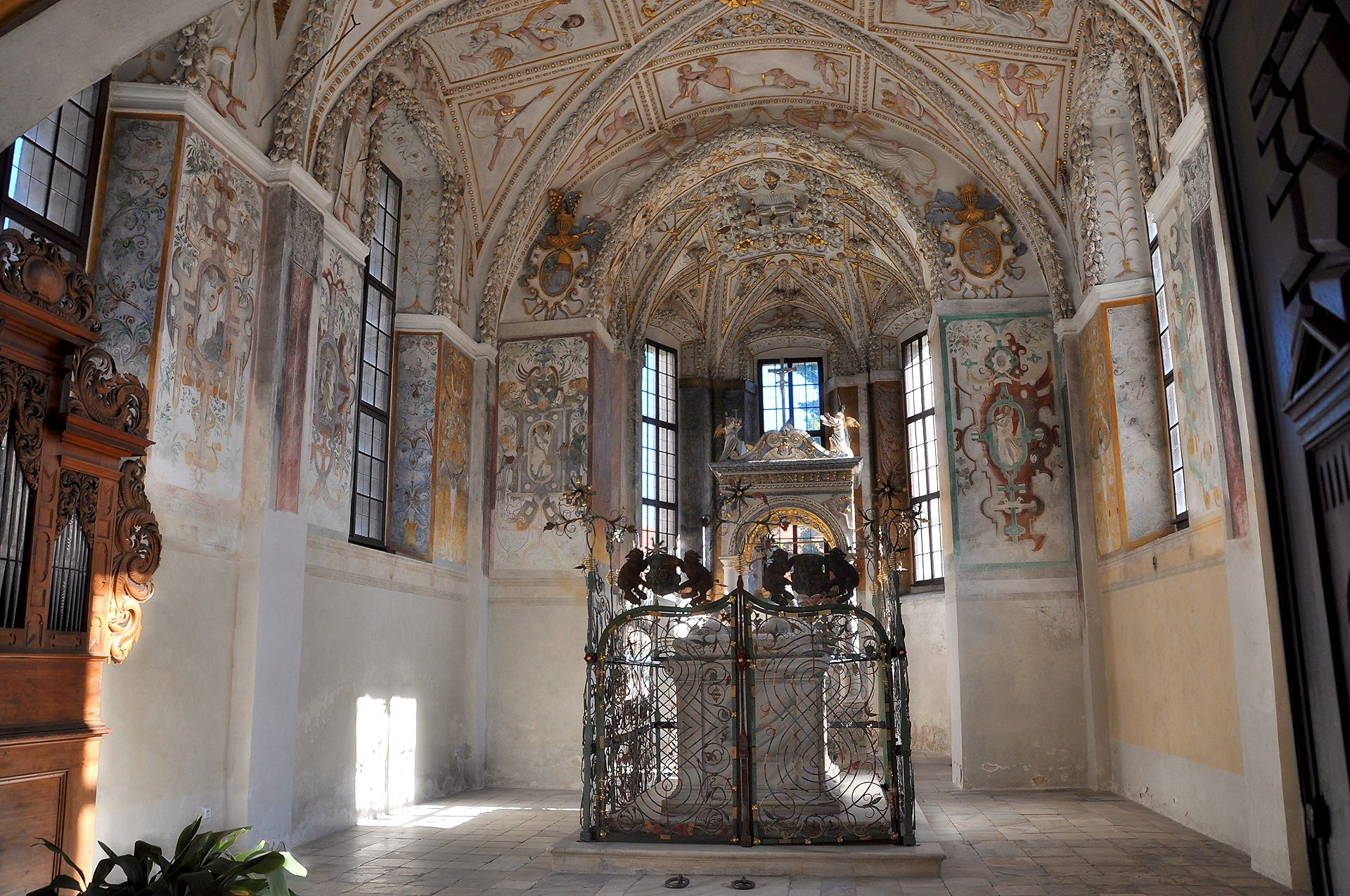
Navata interna della cappella di Tutti i Santi

La cappella di Ognissanti con abside poligonale si estende dalla facciata orientale del palazzo. Alla cappella si accede dal passaggio del palazzo meridionale che collega la corte d'onore con il cortile principale. Davanti alla cappella, nel cortile d'onore, si trovano pilastri in pietra tardorinascimentali. La cappella rinascimentale fu completata nel 1580 come luogo di sepoltura di Zaccaria di Hradec e di sua moglie. La navata unica della cappella con ricca decorazione è un gioiello dell'architettura funeraria. I lavori per la sua costruzione furono diretti dall'architetto Baldassare Maggi di Arogno. La ricca decorazione interna della cappella fu completata nel decennio successivo alla sua costruzione.

### Parco del castello

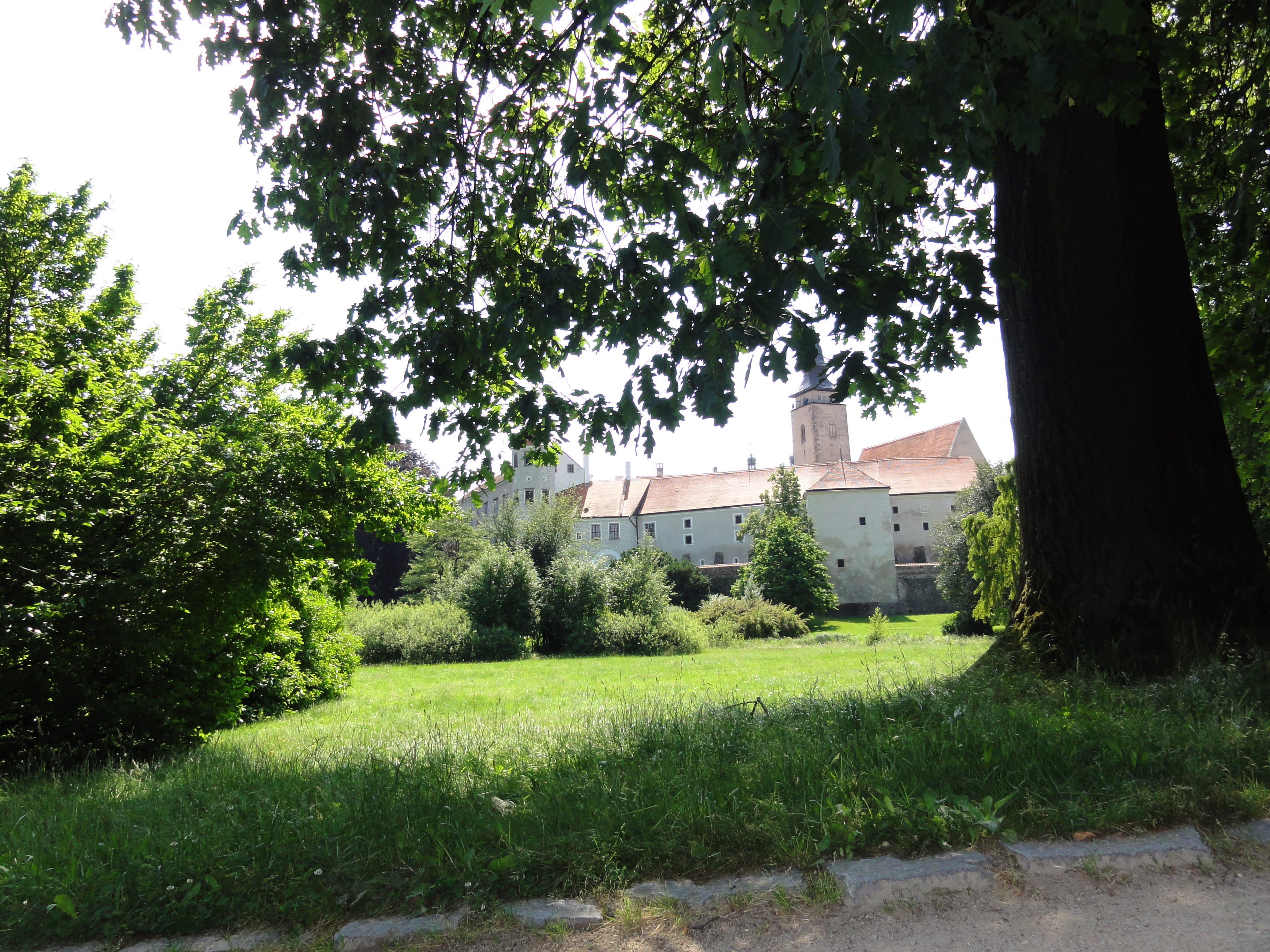
Il castello visto dal parco

Il vasto parco del castello venne sistemato intorno al XVI secolo presso la diga dello stagno Ulický e acquisì la forma che ci è pervenuta soprattutto nel XIX secolo. Il parco paesaggistico è naturale e botanicamente vario, con una rete di ruscelli e sentieri ed è arricchito da alberi esotici. Il parco è relativamente grande ed è stato fondato su un terreno in leggera pendenza che si innalza dall'edificio del castello in direzione nord. Vi si trovano alberi secolari e rari. Del parco fa parte anche la serra che è registrata come monumento culturale. Il parco del castello è un elemento importante nel sistema delle aree verdi delle città di Telč e allo stesso tempo è parte integrante del paesaggio circostante.

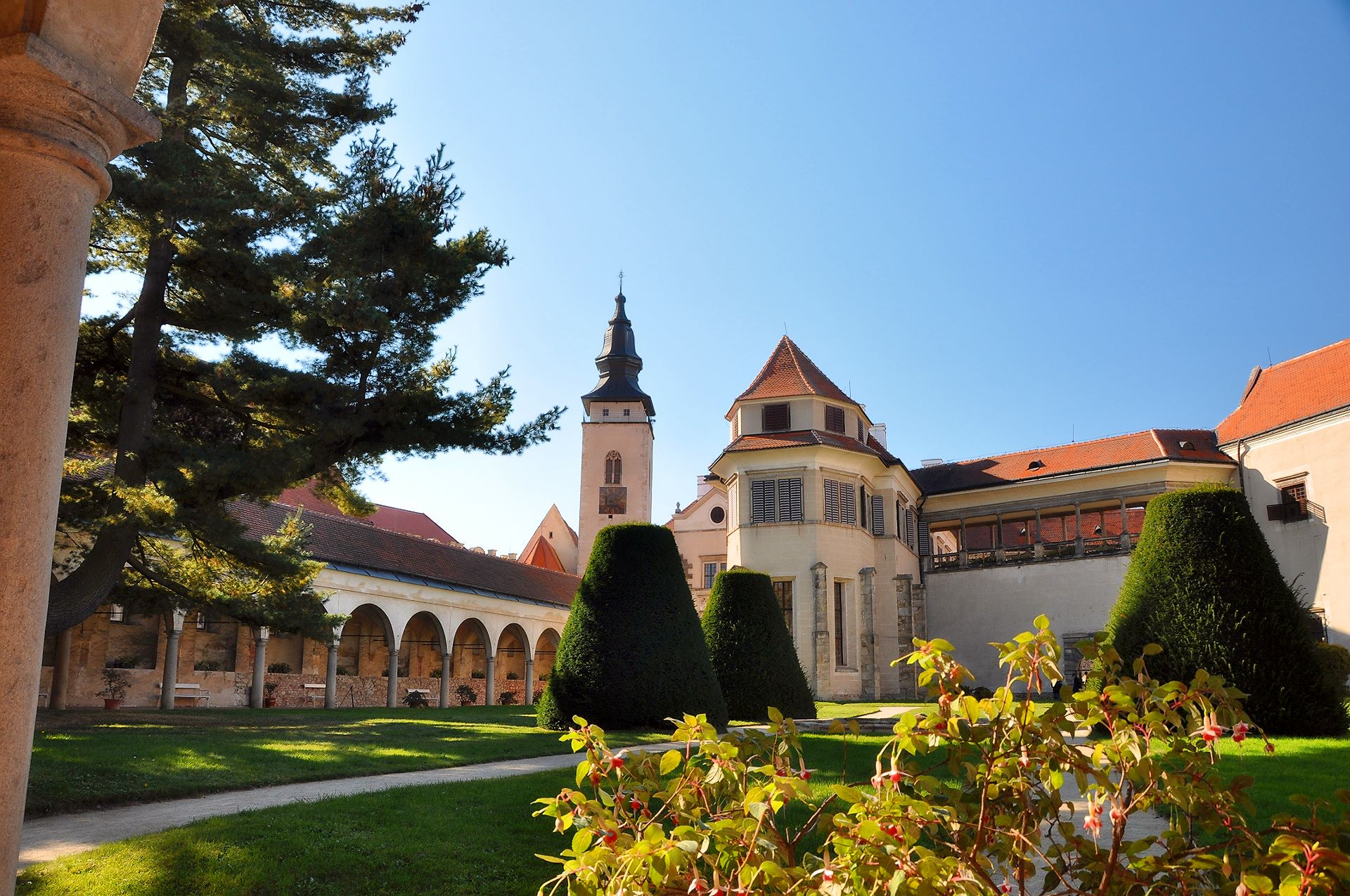
Giardino alla francese

### Giardino alla francese
Si tratta di un tipico giardino ornamentale alla francese, delimitato dall'edificio del castello e dalle ali porticate del piano terra, fu modificato nella forma che ci è pervenuta intorno al 1900. Il giardino rinascimentale con fontana centrale a forma di quadrilobo è sottolineato da un caratteristico quartetto di tuie coniche.

### Serra

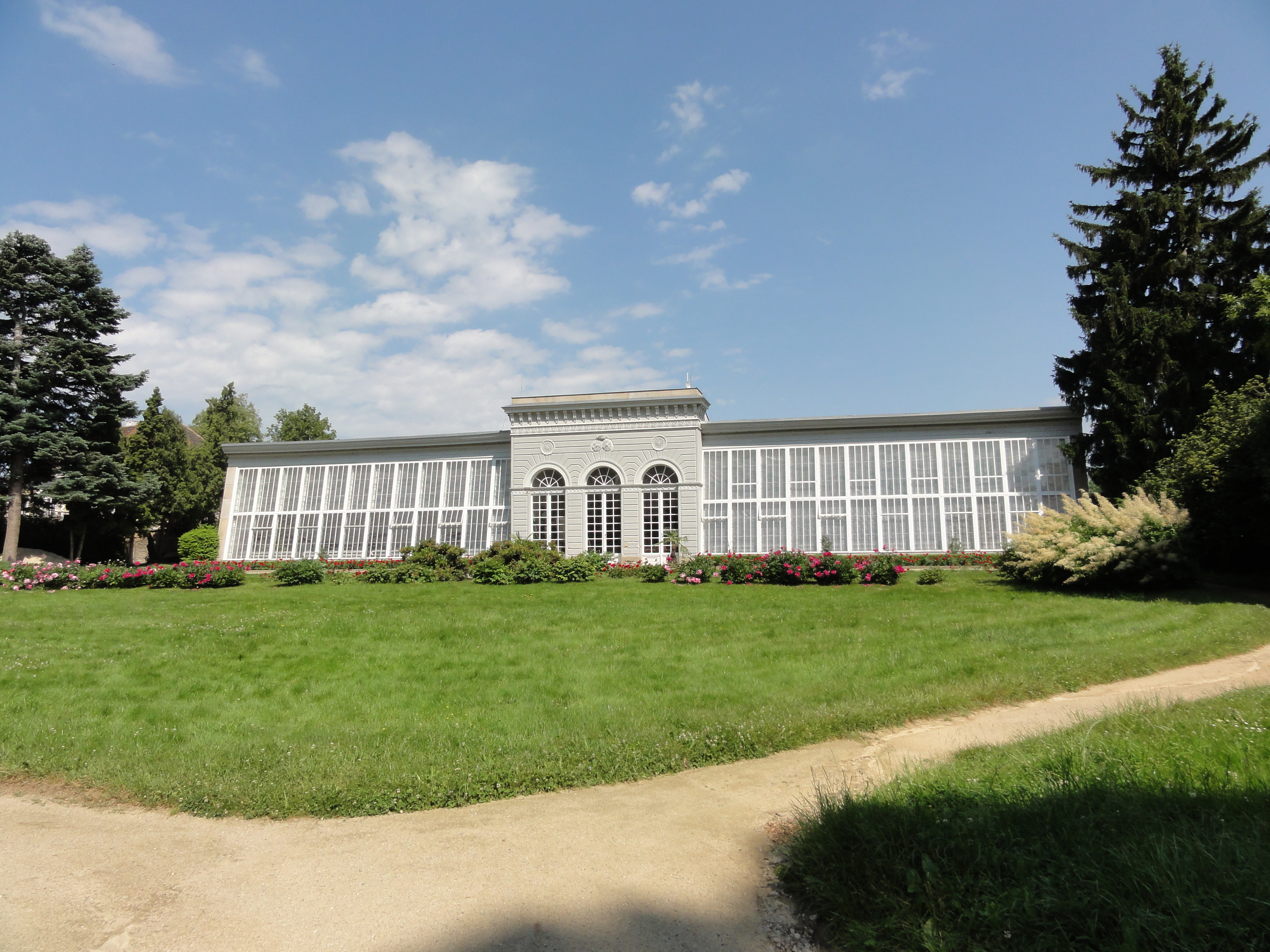
Grande serra neoclassica del parco

Nella parte nordoccidentale del parco si trova la serra neoclassica della prima metà del XIX secolo. Il caratteristico prospetto centrale della facciata sud è diviso da tre arcate, le ali laterali sono vetrate. La parte posteriore in mattoni è adiacente alla via Slavatovská. La serra ospita un agrumeto e nella parte mediana, sull'asse dell'ingresso, è presente una vasca circolare con al centro una roccia con fontana.

### Monumento nazionale culturale della Repubblica Ceca
La tutela dei monumenti della Repubblica Ceca considera il complesso del castello di Telč un monumento culturale tutelato col numero di catalogo 1000125911.